# Municipio de Reed (Pensilvania)
El municipio de Reed (en inglés: Reed Township) es un municipio ubicado en el condado de Dauphin en el estado estadounidense de Pensilvania. En el año 2000 tenía una población de 182 habitantes y una densidad poblacional de 11.8 personas por km².

## Geografía
El municipio de Reed se encuentra ubicado en las coordenadas 40°25′00″N 77°00′59″O / 40.41667, -77.01639.

## Demografía
Según la Oficina del Censo en 2000 los ingresos medios por hogar en la localidad eran de $38,750 y los ingresos medios por familia eran de $46,250. Los hombres tenían unos ingresos medios de $38,750 frente a los $26,250 para las mujeres. La renta per cápita de la localidad era de $22,839. Alrededor del 11,4% de la población estaba por debajo del umbral de pobreza.